# Müdigkeit

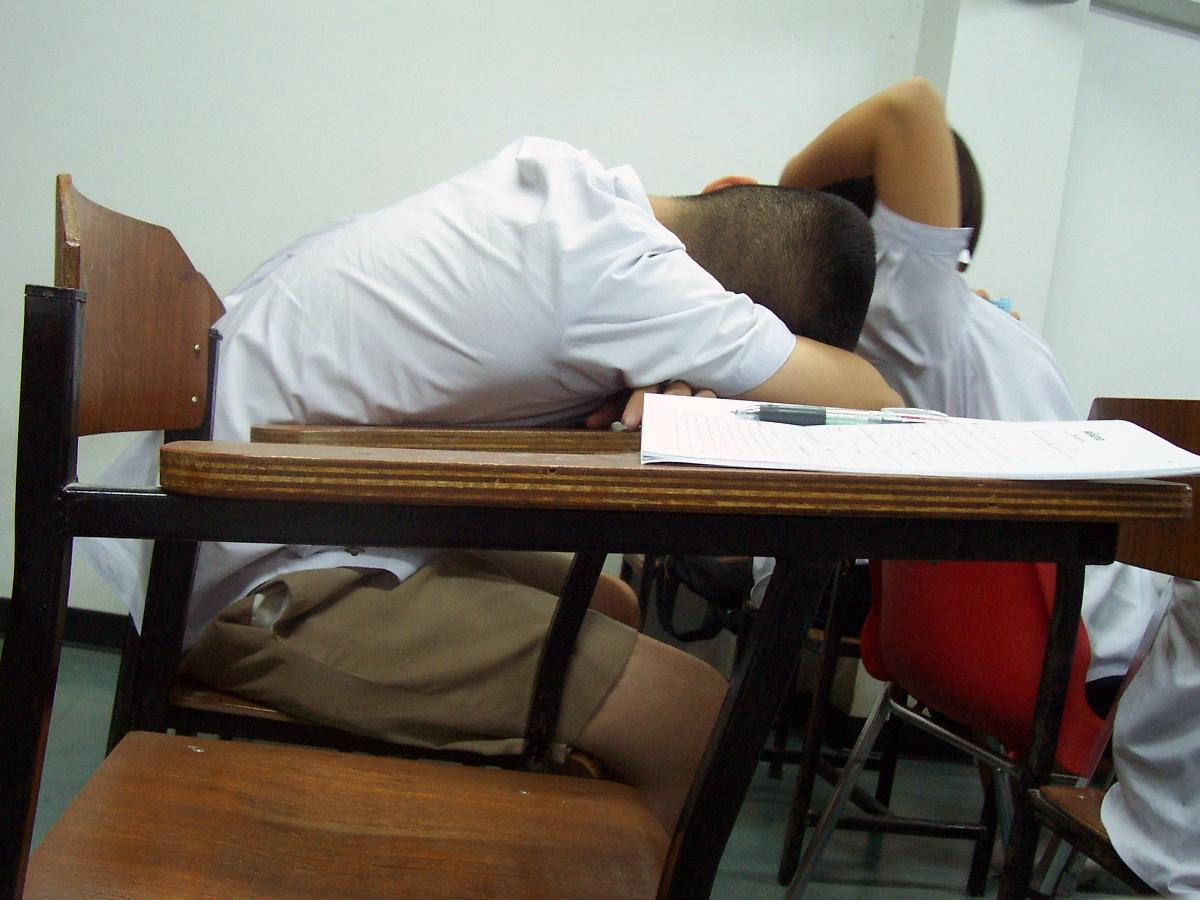
Schlafender Schüler

Müdigkeit (veraltet auch Defatigation) ist ein physiologischer und psychologischer Zustand verminderter Aufmerksamkeit sowie von Kraft- und Antriebslosigkeit. Die Anzeichen der Müdigkeit treten vor dem Schlaf, unter ungünstigen schlafhygienischen Bedingungen sowie bei bestimmten gesundheitlichen Störungen aber auch als Tagesmüdigkeit auf. Die nach dem Geschlechtsverkehr und insbesondere nach dem männlichen Orgasmus auftretende Müdigkeit wird als postkoitale Müdigkeit bezeichnet.
Die physiologische Müdigkeit entsteht aus qualitativem oder quantitativem Mangel an Schlaf (Hyposomnie/Insomnie) und wird als ein unüberwindbares, anhaltendes Gefühl der Erschöpfung, einhergehend mit einer verminderten Kapazität der physischen und mentalen Betätigung empfunden.

## Allgemeine Müdigkeitsanzeichen
Anzeichen für eine Müdigkeit sind eine verminderte Konzentrations- und Leistungsfähigkeit, Beeinträchtigung der Wahrnehmung, Antriebslosigkeit und erhöhte Reizbarkeit. Ein leichter Rausch kann eine unerwartete enthemmende Wirkung haben. Besonders bei länger andauerndem Schlafmangel können noch Hypnagogie und allgemeine Halluzinationen hinzukommen. Einige Personen klagen bei Müdigkeit auch übers Frieren.

## Tagesmüdigkeit
Tagesmüdigkeit wird durch zu wenig Schlaf, kurz- oder langfristigen Schlafentzug und Schlafstörungen ausgelöst. Chronische Müdigkeit kann zudem Symptom einer Erkrankung sein. Im Regelfall lässt sich Müdigkeit durch genügend langes Schlafen ausgleichen. Ist die Ursache für die Müdigkeit jedoch eine Schlafstörung, so spricht man von Tagesschläfrigkeit. Bei ihr kann auch ausreichend Schlaf die Symptome nicht fühlbar reduzieren. Geeignete Hilfe kann dann nur ein Arzt durch eine genauere Diagnose leisten. Müdigkeit ist außerdem eine häufige Nebenwirkung von Medikamenten.

### Spätaufsteher und Frühaufsteher

links: Chronotypen (z. B. „0 - 8“: die Person schläft durchschnittlich von 0 Uhr bis 8 Uhr);
rechts: Schlafmangel an Arbeitstagen bzw. an arbeitsfreien Tagen.

Wie aus dem grauen, rechten Teil der Grafik des Zentrums für Chronobiologie am Institut für Medizinische Psychologie der LMU ersichtlich wird, beklagt die Mehrheit der deutschen Bevölkerung einen Schlafmangel. Hierbei sind diejenigen, welche einen Schlafmangel an Arbeitstagen angeben, gegenüber denjenigen mit Schlafmangel an arbeitsfreien Tagen (Ruhetag) in der Mehrzahl. Die graue Grafik zeigt den Anteil der Bevölkerung als Funktion des Schlafmangels.
Der linke, bunte Teil der Grafik zeigt die Verteilung in der Bevölkerung als Funktion ({\displaystyle y=f(x)}) der Chronotypen, welche annähernd eine Glockenkurve (Normalverteilung) beschreibt. Die bunte Grafik zeigt, dass der linke aufsteigende Schenkel der Normalverteilungs-Kurve die Frühaufsteher („Lerchen“) umfasst, der Bereich um die Wendepunkte der Kurve umfasst den Normaltyp und der rechte absteigende Schenkel umfasst die Spätaufsteher („Eulen“). Der linke Schenkel der Kurve ist kürzer und steigt rascher an. Der rechte Schenkel ist insgesamt länger und steigt moderater ab.
Das Zentrum für Chronobiologie unterscheidet hier sieben Chronotypen:
- lila: „extremer Frühtyp“,
- blau: „moderater Frühtyp“,
- hellblau: „leichter Frühtyp“,
- grün: „Normaltyp“,
- gelb: „leichter Spättyp“,
- orange: „moderater Spättyp“ und
- rot: „extremer Spättyp“.

Der Normaltyp (hellblau und grün) macht den Großteil der Bevölkerung aus. Der Spätaufsteher („Eule“, „Abendtyp“, „Abendmensch“, „Nachtmensch“, „Spätrhythmiker“; gelb, orange und rot) kommt nach dem Normaltyp häufiger vor als der Frühaufsteher („Lerche“; lila und blau in der Grafik).

### Ursachen
Eine von vielen möglichen Ursachen von Müdigkeit kann eine Mangelernährung sein, zum Beispiel Eisenmangel.

### Folgen
Andauernder Schlafmangel führt zur chronischen Müdigkeit, die sich in Kopfschmerzen, Konzentrationsschwierigkeiten, brennenden Augen, schweren Beinen sowie zunehmender Schmerzempfindlichkeit auswirkt. Andauernder Schlafentzug führt zu schwereren Symptomen wie Apathie, Somnolenz, Depressionen und Wahrnehmungsstörungen.
Starke Müdigkeit ist häufig Ursache für menschliche Fehler wie Verkehrsunfälle, insbesondere infolge des sogenannten Sekundenschlafes.

### Müdigkeit bei Ausübung spezieller Verrichtungen
Menschen in zahlreichen Berufszweigen sind bei Müdigkeit oder nachlassender Aufmerksamkeit gefährdet; besonders Schichtarbeiter und Menschen, die Nachtdienst leisten oder in Wechselschichten arbeiten (siehe auch Sonntagsarbeit).
Für die Vermeidung von Gefahren über die persönliche Verantwortung hinaus sind das Arbeitsrecht und die Arbeitsmedizin zuständig. Mitarbeiter besonders gefährdeter Berufszweige erhalten Kollektiv- oder Tarifverträge beziehungsweise Betriebsvereinbarungen mit Regelungen zur Abgeltung der Erschwernisse, auch spezielle Urlaubs- und Pensions-Regelungen werden diesbezüglich ausgehandelt. Dank nach medizinischen Grundsätzen erfolgter Aufstellung aller Dienstzeiten und Freizeiten in Form von regelmäßigen Dienstplänen wird zusätzlich unnötige Erschöpfung durch die Organisation vermieden.
Eine israelische Studie ergab, dass müde Richter öfter zu Ungunsten des Angeklagten urteilen:

„Aus früheren Studien ist bereits bekannt, dass Menschen mental ermüden, wenn sie hintereinander viele Entscheidungen treffen müssen. Sie neigen dann dazu, die noch nötigen Entscheidungen zu vereinfachen, indem sie einfach den bestehenden Zustand akzeptieren und belassen. Nicht nur Richter, auch Angehörige anderer Berufsgruppen müssten ihre Entscheidungen demnach kritisch überdenken, schreiben die Forscher. Ärzte, Finanzexperten oder Mitarbeiter in Zulassungsstellen der Universitäten etwa dürften bei Entscheidungsfindungen ebenfalls von ihrer Müdigkeit beeinflusst werden.“

Beschäftigte, die regelmäßig zu wenig schlafen, haben ein erhöhtes Risiko für Arbeits- und Wegeunfälle. Nach aktuellen Schätzungen werden ca. 13 % aller Arbeitsunfälle durch Müdigkeit verursacht. Dauerhaft weniger als sieben Stunden zu schlafen, ist für alle Menschen (frühe und späte Chronotypen) ungünstig, da die Konzentration leidet und so das Unfallrisiko steigt. Problematisch ist vor allem, dass permanenter Schlafmangel oft nach längerer Zeit nicht mehr wahrgenommen wird.
Bei Beschäftigten, die in Frühschicht arbeiten, ist Schlafmangel wahrscheinlicher als bei Menschen, die später arbeiten. Das Risiko, weniger als sieben Stunden Schlaf zu bekommen, steigt bei ihnen um das Vierzehnfache. Späte Chronotypen schlafen erwartungsgemäß an Frühschichttagen noch weniger als mittlere und frühe Chronotypen.

### Warnsysteme und Messbarkeit von Müdigkeit
Seit den 1990er Jahren suchen Forscher nach Möglichkeiten, die Müdigkeit von Autofahrern und Lenkern anderer Verkehrsmittel (z. B. Lkw) zu messen, um diese rechtzeitig vor dem Einschlafen oder zunehmender Unachtsamkeit zu warnen. Schon lange gibt es hingegen – etwa für Lokführer und U-Bahn-Fahrer – sogenannte Totmann-Einrichtungen. Weiterentwicklungen in Form sogenannter Fahrerassistenzsysteme sind inzwischen marktreif und erhältlich. Müdigkeit ist sowohl an der Reaktionsweise als auch an der Stimme einer Person technisch messbar.

### Müdigkeit als Krankheitssymptom
Dauerhafte, also chronische Müdigkeit kann ein pathophysiologisches Krankheitssymptom sein. Pathologische Müdigkeit gehört zu den Symptomen von Eisenmangel und Vitamin-D3-Mangel und ist ein Begleitsymptom vieler Erkrankungen, das bei Grippe, Rheuma, Herzinfarkt, Diabetes, Krebs, AIDS, Pfeiffer-Drüsenfieber und vielen weiteren Erkrankungen auftreten kann. Bei einer Depression gehören ständige oder phasenweise auftretende Müdigkeit und Antriebslosigkeit zu den Hauptsymptomen. Als Unwohlsein und Ermüdung gilt sie auch als Symptom einer Befindlichkeitsstörung.
In Deutschland verwenden insbesondere Onkologen und Palliativmediziner bei dauerhafter Ermüdung im Rahmen einer Krebserkrankung den Begriff Fatigue. Im englischen Sprachraum dagegen bezeichnet der Ausdruck fatigue jede anhaltende Müdigkeit, ganz unabhängig von der Ursache.
Auch akute Krankheiten können mit Schläfrigkeit verbunden sein; so fühlen sich viele Menschen etwa zu Beginn einer Fiebererkrankung müde, schlapp und abgeschlagen.

### Frühjahrsmüdigkeit
Folge veränderter Lichtverhältnisse und daraus resultierender jahreszeitlich bedingter hormoneller Veränderungen im Frühling ist die Frühjahrsmüdigkeit.

### Schlafphasensyndrom
Tagesmüdigkeit kann auch die Folge vorverlagerter oder verzögerter Einschlafphasen sein, siehe Schlafphasensyndrom. Dabei handelt es sich um eine seltene chronische Störung des zirkadianen Schlaf-Wach-Rhythmus.